# Братська могила радянських воїнів, партизанів та Героя Радянського Союзу Григорія Шевченка
Пам'ятник встановлено в центральній частині міста Рівного, у парковій зоні.

## Історія
2 лютого 1944 року в результаті злагоджених дій війська 13-ї армії генерал-лейтенанта Пухова М.П. Рівне було звільнене від ворога. Враховуючи значимість міста, нападниками чинився опір і під час цих боїв наші війська понесли численні втрати. Частина воїнів і партизан, загиблих у тих боях захоронена в братській могилі в парку ім. Т.Шевченка.
Шевченко Григорий Макарович народився в 1922 році в с. Берестівка Липоводолинского району Сумськой області. На фронтах Великої Вітчизняної війни з 1942 г. Указом Президіуму Верховної Ради СССР від 16 жовтня 1943 р. за проявлений героїзм при утриманні плацдарму на правому березі Дніпра командиру стрілецького батальйону 25 гвардійського стрілецького полку 6 гвардійської Краснознаменної стрілецької дивізії гвардії капітану Г. М. Шевченко присвоєно звання Героя Радянського Союзу. В 1944 р. брав участь у визволенні Рівненської області. Отримавши тяжке поранення майор Г. М. Шевченко помер від ран в одному з ровенських шпиталів 15 липня 1944 року. 

## Опис об'єкта
Братська могила розміщена попереду пам′ятника. На ній встановлена надмогильна плита, на якій вигравірувано прізвища 63 захоронених воїнів, в тому числі і прізвище Героя Радянського Союзу Шевченка Г. М. Обеліск встановлено на постаменті, на кожній із чотирьох сторін нижньої частини обеліска розміщені багатофігурні барельєфні зображення бойових епізодів ВВВ.
Площадка викладена сірим та рожевим базальтом.
Розміри : 
| Бр. могила – 4,64 х 6,91 м;      |
| постамент – 1,92 х 1,90 х 0,9 м; |
| обеліск – 1 х 1 х 3 м;           |
| мем. дошка – 1,13 х 0,94 м.      |